# Xaver Bayer

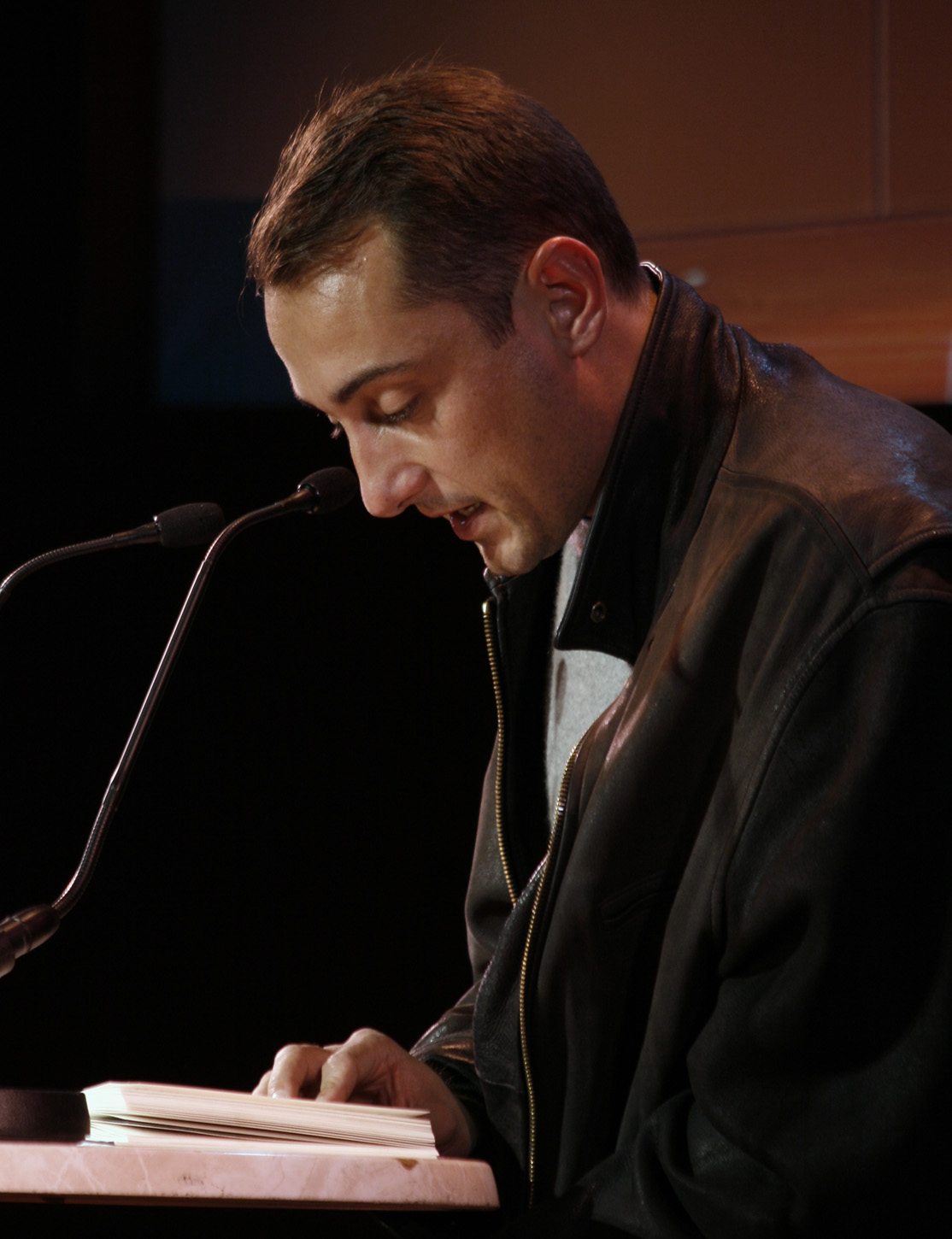
Xaver Bayer (Wien 2008)

Xaver Bayer (* 5. Mai 1977 in Wien) ist ein österreichischer Schriftsteller.

## Leben und Werk
Seit dem Studium der Philosophie und Germanistik lebt Xaver Bayer als freier Schriftsteller in Wien. Im Jahr 2000 gründete er die Internetplattform Die Flut, eines der ersten digitalen Literaturkollektive, das online indes nur vom 25. Oktober 2000 bis 25. Dezember 2001 existierte.
2001 veröffentlichte Bayer mit Heute könnte ein glücklicher Tag sein seinen Debütroman, der u. a. im Kontext der Popliteratur rezipiert wurde; zwei Jahre später folgte der Roman Die Alaskastraße: Bayer verfüge, so Anton Thuswaldner in der Wiener Tageszeitung Die Presse, über einen ausgeprägten „Blick für das Beiläufige, Nebensächliche, Ausgemusterte“: „Bayer lässt seinen Streuner durch die Welt so verloren dastehen wie selten jemand sonst in der Literatur.“ Nach seinem dritten Roman Weiter (2006) veröffentlichte Bayer in den folgenden Jahren diverse Prosaarbeiten, die Erzählverfahren jenseits konventioneller literarischer Muster erproben: „Im Konstruieren abgründiger und auswegloser Szenarien, garniert mit einem nicht selten makabren Humor, ist Xaver Bayer kaum zu übertreffen“, so Michael Braun in der Frankfurter Rundschau über den Erzählband Die durchsichtigen Hände (2008): „Die Fabulierkunst dieses jungen Österreichers verursacht metaphysische Schwindelgefühle, die nach dem Lesen seines Erzählbands noch lange anhalten.“
Neben seinen Romanen, Erzählungen und Theaterstücken hat Bayer diverse Texte zu künstlerischen Arbeiten verfasst, so zum Beispiel für Martha Jungwirth, G.R.A.M. und David Schnell; außerdem war er Co-Autor für das Drehbuch des Films Der Glanz des Tages von Rainer Frimmel und Tizza Covi, der unter anderem mit dem Max-Ophüls-Preis ausgezeichnet wurde.
2012 wurde im Schauspielhaus Wien sein Text Wenn die Kinder Steine ins Wasser werfen, eine in einem einzigen Satz verlaufende Prosa, die einem niemals abreißenden Gedankenstrom nachempfunden ist, für das Theater adaptiert. Sein Text In diesem Augenblick diente dem Komponisten Alexander Stankovski als Grundlage für ein konzertant-szenisches Hörstück, das im Rahmen von Wien Modern 2017 uraufgeführt und in einer radiophonen Fassung von Ö1 Kunstradio – Radiokunst 2018 erstgesendet wurde. Im Oktober 2018 wurde im Literaturarchiv Salzburg die Ausstellung „dauerbrenner. 50 Jahre Literaturforum Leselampe“ eröffnet, die Xaver Bayer gemeinsam mit Hanno Millesi kuratierte.
Sein Erzählband Geschichten mit Marianne erhielt 2020 den mit 20.000 Euro dotierten Hauptpreis des Österreichischen Buchpreises. Die Jury-Begründung lautete: „Von der Horrorgeschichte bis zur Fantasy-Szenerie: Mit bösem, oft melancholischem Witz leuchtet Xaver Bayer die Angst-Räume unserer Zeit aus“.

## Auszeichnungen
- 2002: Hermann-Lenz-Stipendium
- 2004: Reinhard-Priessnitz-Preis
- 2005: Österreichischer Förderungspreis für Literatur
- 2008: Hermann-Lenz-Preis
- 2011: Österreichischer Förderungspreis der Stadt Wien
- 2014: Literar-Mechana-Stipendium
- 2019: Niederösterreichischer Kulturpreis – Anerkennungspreis in der Kategorie Literatur[9]
- 2020: Österreichischer Buchpreis für Geschichten mit Marianne[10]
- 2023: Robert-Musil-Stipendium[11]

## Werke
- Heute könnte ein glücklicher Tag sein. Roman. Jung und Jung, Salzburg/Wien 2001, TB Suhrkamp, Frankfurt am Main 2003, ISBN 3-518-45522-2.
- Die Alaskastraße. Roman. Jung und Jung, Salzburg/Wien 2003, TB Suhrkamp, Frankfurt am Main 2005, ISBN 3-518-45707-1.
- Als ich heute aufwachte, aufstand und mich wusch, da schien mir plötzlich, mir sei alles klar auf dieser Welt und ich wüsste, wie man leben soll. Theaterstück. Edition Korrespondenzen, Wien 2004, ISBN 3-902113-27-8.
- Weiter. Roman. Jung und Jung, Salzburg/Wien 2006, ISBN 3-902497-12-2.
- Das Buch vom Regen und Schnee. Prosa, mit Lithographien von Martha Jungwirth. Edition Thurnhof, Horn 2007, ISBN 978-3-900678-90-6.
- Die durchsichtigen Hände. Erzählungen. Jung und Jung, Salzburg/Wien 2008, ISBN 978-3-902497-42-0.
- Wenn die Kinder Steine ins Wasser werfen. Erzählung. Jung und Jung, Salzburg/Wien 2011, ISBN 978-3-902497-87-1.
- Aus dem Nebenzimmer. Prosa, Gedichte. Edition Korrespondenzen, Wien 2014, ISBN 978-3-902951-07-6.
- Geheimnisvolles Knistern aus dem Zauberreich.[12] Prosa. Jung und Jung, Salzburg/Wien 2014, ISBN 978-3-99027-055-4.
- Atlas. Erzählung. Haymon 2017, ISBN 978-3-7099-3406-7.
- Wildpark. Prosa. Edition Korrespondenzen, Wien 2019, ISBN 978-3-902951-36-6.
- Geschichten mit Marianne. Erzählungen. Jung und Jung, Salzburg/Wien 2020, ISBN 978-3-99027-240-4.
- Poesie. Jung und Jung, Salzburg 2023, ISBN 978-3-99027-283-1.

## Herausgeberschaft
- mit  Hanno Millesi: Austropilot. Prosa und Lyrik aus österreichischen Literaturzeitschriften der 1970er-Jahre  Edition Atelier, Wien 2016, ISBN 978-3-903005-20-4.

## Belege
1. ↑  Webpräsenz laut Wayback-Internetarchiv, abgerufen am 17. November
2. ↑  Anton Thuswaldner: Der brutale Sturz ins Ego-Land. In: Die Presse. 28. April 2007, abgerufen am 31. März 2024.
3. ↑  Michael Braun: Endstation Finsternis. In: Frankfurter Rundschau. 30. Januar 2019, abgerufen am 31. März 2024.
4. ↑  oe1.orf.at: Ö1 Kunstsonntag: Radiokunst – Kunstradio | SO | 20 05 2018 | 23:00. Abgerufen am 3. März 2019.
5. ↑  Literaturforum Leselampe. Abgerufen am 17. Februar 2021.
6. ↑  Dauerbrenner des Geistes. Abgerufen am 17. Februar 2021.
7. ↑  Pressemeldungen - Universität Salzburg. Abgerufen am 17. Februar 2021.
8. ↑  Österreichischer Buchpreis an Xaver Bayer, Börsenblatt vom 9. November 2020, abgerufen am 17. November
9. ↑  Michaela Fleck: Kulturpreise 2019: 24 Preise und jede Menge Kunst aus NÖ. In: Niederösterreichische Nachrichten. 5. November 2019, abgerufen am 5. November 2019.
10. ↑  Buchpreis an Xaver Bayer. In: Wiener Zeitung. 9. November 2020, abgerufen am 9. November 2020.
11. ↑  BMKÖS/Mayer: Literaturstipendien 2023 vergeben. In: ots.at. 11. Juli 2023, abgerufen am 11. Juli 2023.
12. ↑  Xaver Bayer: Das Rätsel namens Wirklichkeit, Rezension von Cornelius Wüllenkemper im Deutschlandfunk vom 22. April 2015, abgerufen am 6. Mai 2015.

| Personendaten    | Personendaten                   |
| ---------------- | ------------------------------- |
| NAME             | Bayer, Xaver                    |
| KURZBESCHREIBUNG | österreichischer Schriftsteller |
| GEBURTSDATUM     | 5. Mai 1977                     |
| GEBURTSORT       | Wien                            |